# Jan Uhlíř (kněz)
Jan Uhlíř (* 17. července 1974, Hradec Králové) je český římskokatolický kněz
Pochází z královéhradecké věřící rodiny a má jednu sestru. Vystudoval střední průmyslovou školu stavební v Hradci Králové a poté vstoupil do kněžského semináře. Na jáhna jej vysvětil 27. června 1999 biskup Duka v královéhradecké katedrále.
Působil jako administrátor ve Skutči (od 15. července 2001 do 31. července 2007) a byl též administrátorem excurrendo ve farnostech Předhradí (od 1. července 2005), Vrbatův Kostelec (od 1. září 2005) a Raná. Od 1. srpna 2007 byl jmenován arciděkanem v Kutné Hoře a administrátorem excurrendo v Bykáni a Třeboníně. Od 1. srpna 2022 působí jako arciděkan v Pardubicích a administrátor excurrendo farností Mikulovice u Pardubic, Rosice nad Labem a Třebosice